# Halyna Hutchins
Halyna Hutchins (em ucraniano:  Галина Хатчінс, transl. Halyna Hatchyns, nascida Galyna Androsovych em ucraniano:  Галина Андросович) Horodets, 10 de abril de 1979 – Albuquerque, 21 de outubro de 2021) foi uma cineasta e jornalista ucraniana credenciada por trabalhos em mais de trinta filmes, curtas-metragens e minisséries de TV, incluindo os filmes Archenemy, Darlin' e Blindfire. Ela também foi mãe.

## Primeiros anos
Hutchins nasceu em 1979 em Horodets, Oblast de Jitomir, URSS, mas cresceu em Murmansk, em uma base militar soviética no Ártico. Ela frequentou a National Agricultural University e depois a Universidade Nacional de Kiev, primeiro estudando economia antes de mudar para jornalismo. Hutchins se formou em jornalismo internacional e trabalhou em documentários como jornalista investigativa na Europa Oriental. Ela conheceu seu marido, Matthew, que é americano, enquanto estava em Kiev.

## Morte
Em 21 de outubro de 2021, Hutchins trabalhava em Santa Fé, Novo México, como diretora de fotografia no set do filme de faroeste Rust, quando o ator Alec Baldwin disparou uma arma de adereço, mas que estava carregada com munição verdadeira, ferindo gravemente ela e o diretor Joel Souza. Mais tarde, ela morreu devido aos ferimentos no Hospital da Universidade do Novo México em Albuquerque, aos 42 anos. Baldwin divulgou uma declaração de choque, tristeza e cooperação com a polícia logo depois, também oferecendo apoio aos familiares das vítimas.
Em 15 de fevereiro de 2022, foi relatado que a família de Hutchins entrou com uma ação contra Baldwin e outros membros do filme, alegando que sua morte injusta no set foi causada por comportamento irresponsável e corte de custos.

## Filmografia
- 2017: Snowbound[23]
- 2019: Darlin'[23]
- 2020: Archenemy[23]
- 2020: Blindfire[24]
- 2021: The Mad Hatter[24]